# ロボコップ2 (ゲーム)
ロボコップ2とはデータイーストより1991年に稼働したベルトスクロールアクションゲームである。

## 概要
前作であるロボコップの続編であるアーケードゲーム、前作は横スクロールアクションだったのに対して本作はベルトスクロールアクションに変更されている。

## ステージ一覧
SECTOR0
前作のラストシーン、黒幕であるオムニ社の重役ジョーンズがいるオムニ社のビルへ突入する。いわゆるデモステージ。
なおこのステージは海外版だとカットされている。
SECTOR1 
銃砲店に侵入してきた強盗を逮捕する。
SECTOR2
麻薬工場に潜入する。
ボーナスステージ
逃亡したケインをケインの部下の攻撃を交わしながらバイクで追跡する。
SECTOR3
廃工場で行われている麻薬取引の現場へ急行する。
SECTOR4
廃工場にいた謎のロボットの正体を突き止めるべくオムニ社のロボット工場を調査する
ボーナスステージ
ロボットの正体がケインであることが判明、パトカーで市民センターに向かう。
SECTOR5
市民センターで暴走しているロボコップ2号機ことケインと最後の戦いを挑む。